# Yunnannötväcka
Yunnannötväcka (Sitta yunnanensis) är en asiatisk fågel i familjen nötväckor inom ordningen tättingar. Den förekommer fåtaligt i bergstrakter i Kina.

## Kännetecken

### Utseende
Yunnannötväckan är en liten (12 cm) nötväcka med låg och bred ögonmask och ett tunt vitt ögonbrynsstreck. Kombinationen av storlek, ögonbrynsstreck, grå hjässa och enhetligt vitaktig undersida med endast svagt skärbeige anstrykning utesluter andra nötväckor i utbredningsområdet. Ungfåglar har smalare ögonmask och kortare ögonbrynsstreck.

### Läte
Bland lätena hörs nasala "kni", "pi", "tit" och "toik" samt hårda "schri-schri-schri", ibland övergående i påstridiga och nasala "ziew-ziew-ziew...".

## Utbredning
Yunnannötväckan är endemisk för Kina och förekommer i bergstrakter från västra Sichuan till västra Yunnan, sydöstra Tibet och nordvästra Guizhou. Tillfälligt har den påträffats i delstaten Arunachal Pradesh i Indien.

## Systematik
Yunnannötväckan är del av, men systerart till, en grupp små nötväckor: nordamerikanska rödbröstad nötväcka (Sitta canadensis),  turknötväcka (S. krueperi) huvudsakligen i Turkiet, kinesisk nötväcka (S. villosa) samt de två mycket lokalt förekommande arterna korsikansk nötväcka (S. whiteheadi) och kabylnötväckan (S. ledanti) endemisk för Algeriet. Den behandlas som monotypisk, det vill säga att den inte delas in i några underarter.

## Levnadssätt
Yunnannötväckan förekommer endast i öppen, gammal tallskog med rätt lite undervegetation på mellan 2400 och 3400 meters höjd. Den lever av insekter som den ofta födosöker efter bland tallbar likt en mes. Häckningsbiologin är mycket dåligt känd. En observerad hona i Guizhou var nära att lägga ägg 9 mars och ungfåglar har hittats från 21 maj och framåt. Arten är stannfågel.

## Status och hot
Arten har ett stort utbredningsområde, men tros minska i antal, dock inte tillräckligt kraftigt för att den ska betraktas som hotad. Internationella naturvårdsunionen IUCN listar arten som livskraftig (LC). Världspopulationen har inte uppskattats, men den beskrivs som lokalt vanlig.